# Mario Banic Illanes
Mario Enrique Banić Illanes (Ovalle, 9. ožujka 1950.), čileanski književnik i novinar hrvatskog podrijetla. Piše kratke priče na španjolskom jeziku. 
Pripada naraštaju čileanskih pisaca koji su se pojavili nakon odlaska s vlasti hunte generala Pinocheta. Budući da su bili u adolescentskoj dobi dok je on bio na vlasti, dobili su naziv Generacija državnog udara. Osim njega, među poznatije čileanske pisce hrvatskog podrijetla u tu generaciju spadaju Juan Mihovilović, Eugenio Mimica Barassi i Ramón Díaz Eterović.
Bio je prvim direktorom dnevnika El Ovallino i poslije ovallskim dopisnikom lista El Día iz La Serene. Utemeljio je internetski časopis Ovalle Hoy, kojemu je direktor.

## Djela
- El Visitante
- Ovalle, nueve cuentos (1993.)
- Cuentos del Limarí (1996.)
- Luna Negra (1998.)

## Nagrade
- Premio Municipal de Santiago: 1997. za djelo Cuentos del Limarí[2][3]